# Крістіан Фукс
Крістіан Фукс (нім. Christian Fuchs; нар. 7 квітня 1986, Нойнкірхен, Австрія) — австрійський футболіст, лівий захисник «Шарлотт Індепенденс» та національної збірної Австрії.

## Клубна кар'єра
Вихованець футбольної школи клубу «Вінер-Нойштадтер».
У дорослому футболі дебютував 2003 року виступами за «Маттерсбург», в якому провів п'ять сезонів, взявши участь у 140 матчах чемпіонату. Більшість часу, проведеного у складі «Маттерсбурга», був основним гравцем команди.

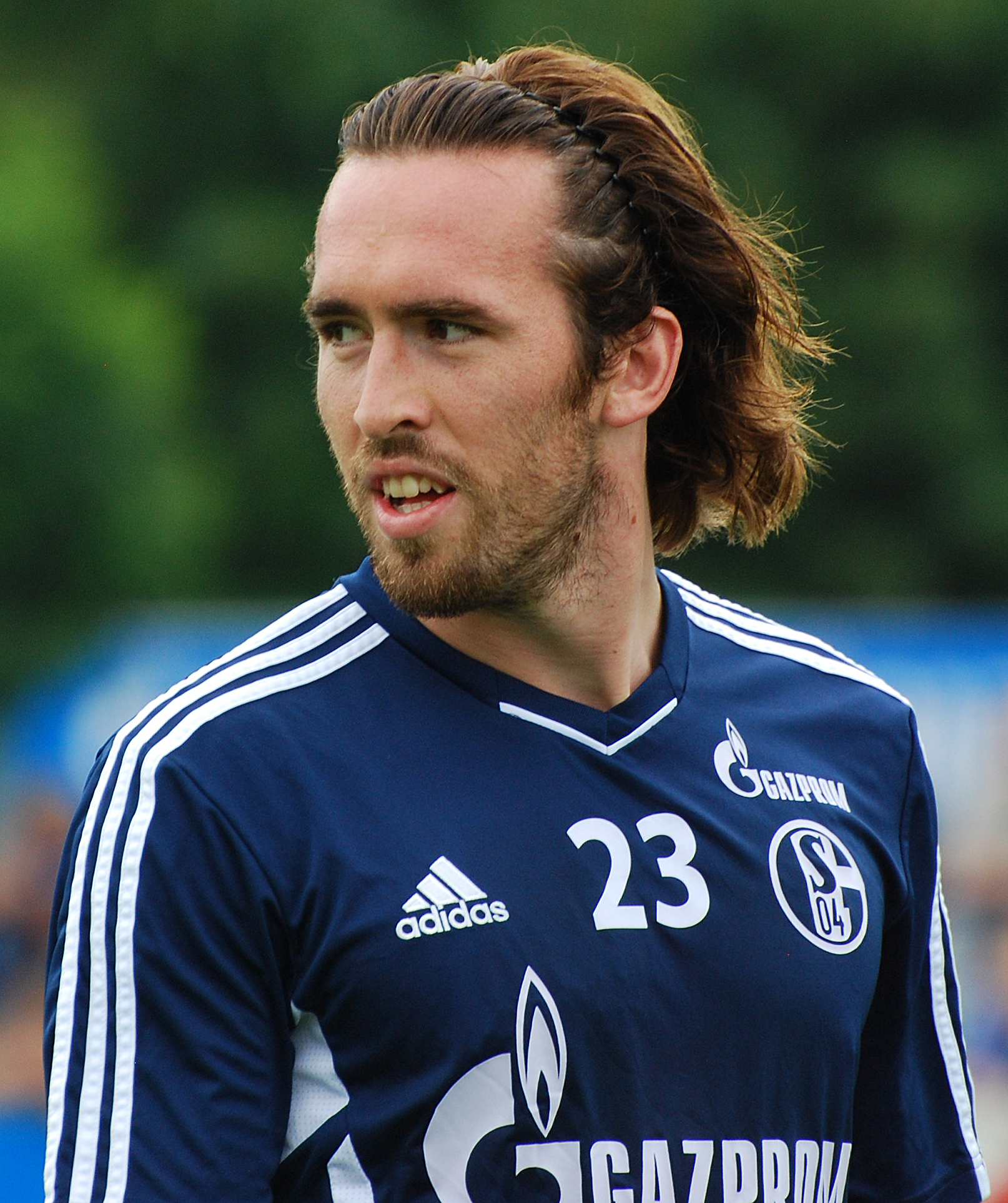
Крістіан Фукс 2011 року в складі «Шальке 04»

Своєю грою на Євро-2008 привернув увагу представників тренерського штабу «Бохума», до складу якого приєднався в червні 2008 року. Відіграв за бохумський клуб наступні два сезони своєї ігрової кар'єри. Граючи у складі «Бохума» також здебільшого виходив на поле в основному складі команди.
Протягом сезону 2010–11 років на правах оренди захищав кольори клубу «Майнц 05».
До складу клубу «Шальке 04» приєднався 6 червня 2011 року, підписавши чотирирічний контракт. За ці чотири сезони встиг відіграти за клуб з Гельзенкірхена 99 матчів в національному чемпіонаті.
У червні 2015 року Фукс на правах вільного агента підписав 3-річний контракт з англійським «Лестер Сіті». Відтоді встиг відіграти за команду з Лестера 26 матчів в національному чемпіонаті.

## Виступи за збірні
Протягом 2005—2006 років залучався до складу молодіжної збірної Австрії. На молодіжному рівні зіграв у 10 офіційних матчах, забив 3 голи.
23 травня 2006 року дебютував в офіційних матчах у складі національної збірної Австрії в товариській грі проти збірної Хорватії.
У складі збірної був учасником чемпіонату Європи 2008 року в Австрії та Швейцарії, на якому зіграв лише в одному матчі проти збірної Німеччини.
Наразі провів у формі головної команди країни 72 матчі, забивши 1 гол.

## Статистика виступів

### Статистика клубних виступів
| Сезон                   | Команда                 | Чемпіонат               | Чемпіонат | Чемпіонат | Національний кубок | Національний кубок | Національний кубок | Континентальні кубки | Континентальні кубки | Континентальні кубки | Інші змагання | Інші змагання | Інші змагання | Усього | Усього |
| Сезон                   | Команда                 | Ліга                    | Ігор      | Голів     | Ліга               | Ігор               | Голів              | Ліга                 | Ігор                 | Голів                | Ліга          | Ігор          | Голів         | Ігор   | Голів  |
| ----------------------- | ----------------------- | ----------------------- | --------- | --------- | ------------------ | ------------------ | ------------------ | -------------------- | -------------------- | -------------------- | ------------- | ------------- | ------------- | ------ | ------ |
| 2003–04                 | «Маттерсбург»           | БЛ                      | 14        | 0         | КА                 | 1                  | 0                  | -                    | -                    | -                    | -             | -             | -             | 15     | 0      |
| 2004–05                 | «Маттерсбург»           | БЛ                      | 24        | 2         | КА                 | 2                  | 0                  | -                    | -                    | -                    | -             | -             | -             | 26     | 2      |
| 2005–06                 | «Маттерсбург»           | БЛ                      | 35        | 1         | КА                 | 5                  | 2                  | -                    | -                    | -                    | -             | -             | -             | 40     | 3      |
| 2006–07                 | «Маттерсбург»           | БЛ                      | 35        | 6         | КА                 | 4                  | 1                  | КУЄФА                | 2                    | 0                    | -             | -             | -             | 41     | 7      |
| 2007–08                 | «Маттерсбург»           | БЛ                      | 33        | 3         | КА                 | 0                  | 0                  | -                    | -                    | -                    | -             | -             | -             | 33     | 3      |
| Усього за «Маттерсбург» | Усього за «Маттерсбург» | Усього за «Маттерсбург» | 141       | 12        |                    | 12                 | 3                  |                      | 2                    | 0                    |               |               |               | 155    | 15     |
| 2008–09                 | «Бохум»                 | БЛ                      | 22        | 2         | КН                 | 2                  | 0                  | -                    | -                    | -                    | -             | -             | -             | 24     | 2      |
| 2009–10                 | «Бохум»                 | БЛ                      | 31        | 4         | КН                 | 2                  | 0                  | -                    | -                    | -                    | -             | -             | -             | 33     | 4      |
| Усього за «Бохум»       | Усього за «Бохум»       | Усього за «Бохум»       | 53        | 6         |                    | 4                  | 0                  |                      |                      |                      |               |               |               | 57     | 6      |
| 2010–11                 | «Майнц 05»              | БЛ                      | 31        | 0         | КН                 | 2                  | 0                  |                      | -                    | -                    |               | -             | -             | 33     | 0      |
| 2011–12                 | «Шальке 04»             | БЛ                      | 29        | 2         | КН                 | 3                  | 0                  | ЛЄ                   | 11                   | 2                    | СН            | 1             | 0             | 44     | 4      |
| 2012–13                 | «Шальке 04»             | БЛ                      | 29        | 0         | КН                 | 2                  | 0                  | ЛЧ                   | 6                    | 1                    | -             | -             | -             | 37     | 1      |
| 2013–14                 | «Шальке 04»             | БЛ                      | 16        | 0         | КН                 | 2                  | 0                  | ЛЧ                   | 7                    | 0                    | -             | -             | -             | 25     | 0      |
| 2014–15                 | «Шальке 04»             | БЛ                      | 25        | 2         | КН                 | 0                  | 0                  | ЛЧ                   | 5                    | 1                    | -             | -             | -             | 30     | 3      |
| Усього за «Шальке 04»   | Усього за «Шальке 04»   | Усього за «Шальке 04»   | 99        | 4         |                    | 7                  | 0                  |                      | 29                   | 4                    |               | 1             | 0             | 136    | 8      |
| 2015–16                 | «Лестер Сіті»           | ПЛ                      | 20        | 0         | КА+КЛ              | 0+2                | 0                  | -                    | -                    | -                    | -             | -             | -             | 22     | 0      |
| Усього за кар'єру       | Усього за кар'єру       | Усього за кар'єру       | 365       | 25        |                    | 27                 | 3                  |                      | 31                   | 4                    |               | 1             | 0             | 424    | 32     |

### Збірна

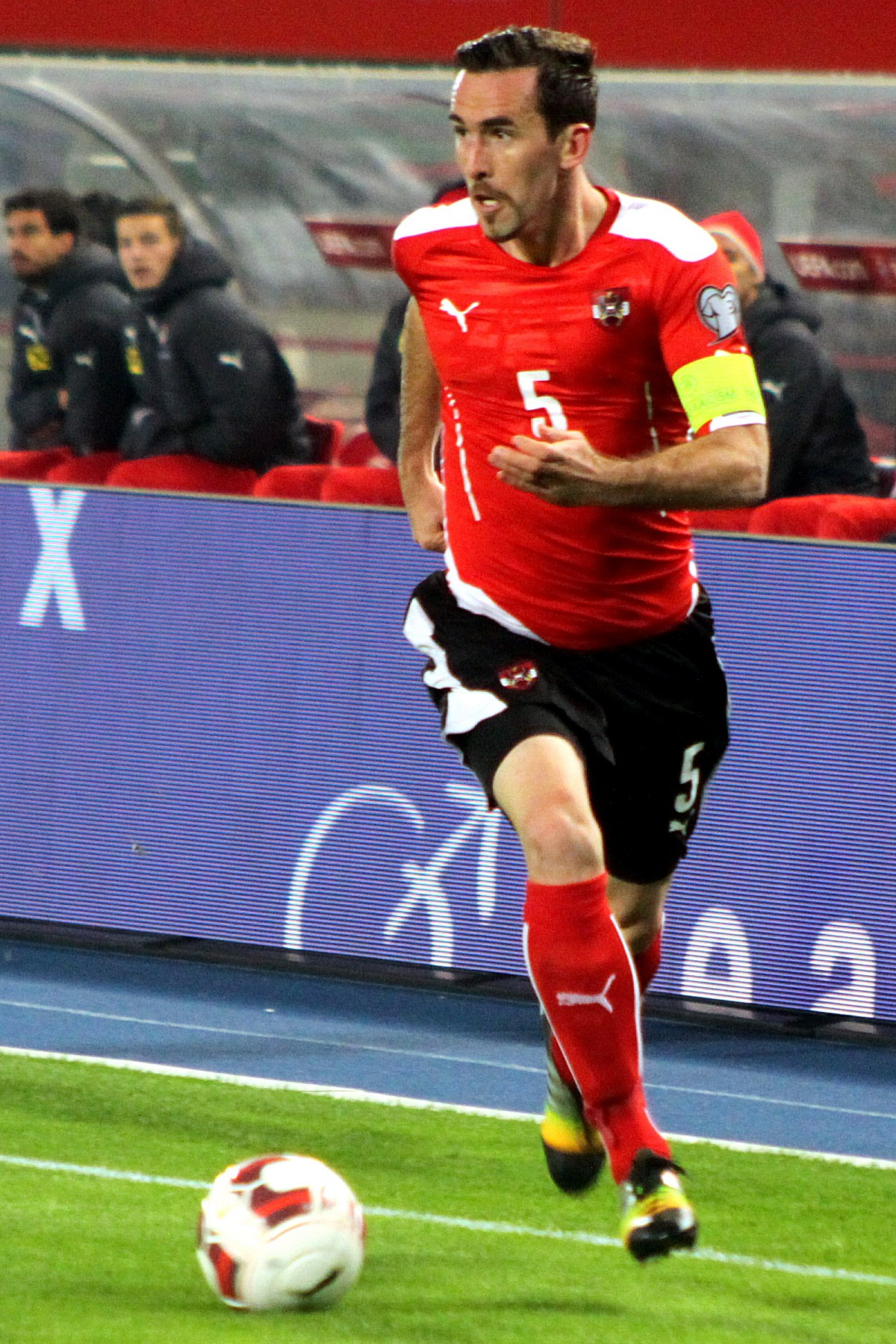
Крістіан Фукс під час виступів за збірну Австрії. 18 листопада 2014 року.

| Збірна Австрії | Збірна Австрії | Збірна Австрії |
| Роки           | Ігри           | Голи           |
| -------------- | -------------- | -------------- |
| 2006           | 4              | 0              |
| 2007           | 10             | 0              |
| 2008           | 10             | 0              |
| 2009           | 5              | 0              |
| 2010           | 7              | 1              |
| 2011           | 11             | 0              |
| 2012           | 4              | 0              |
| 2013           | 9              | 0              |
| 2014           | 5              | 0              |
| 2015           | 7              | 0              |
| 2016           | 2              | 0              |
| Всього         | 74             | 1              |

## Досягнення

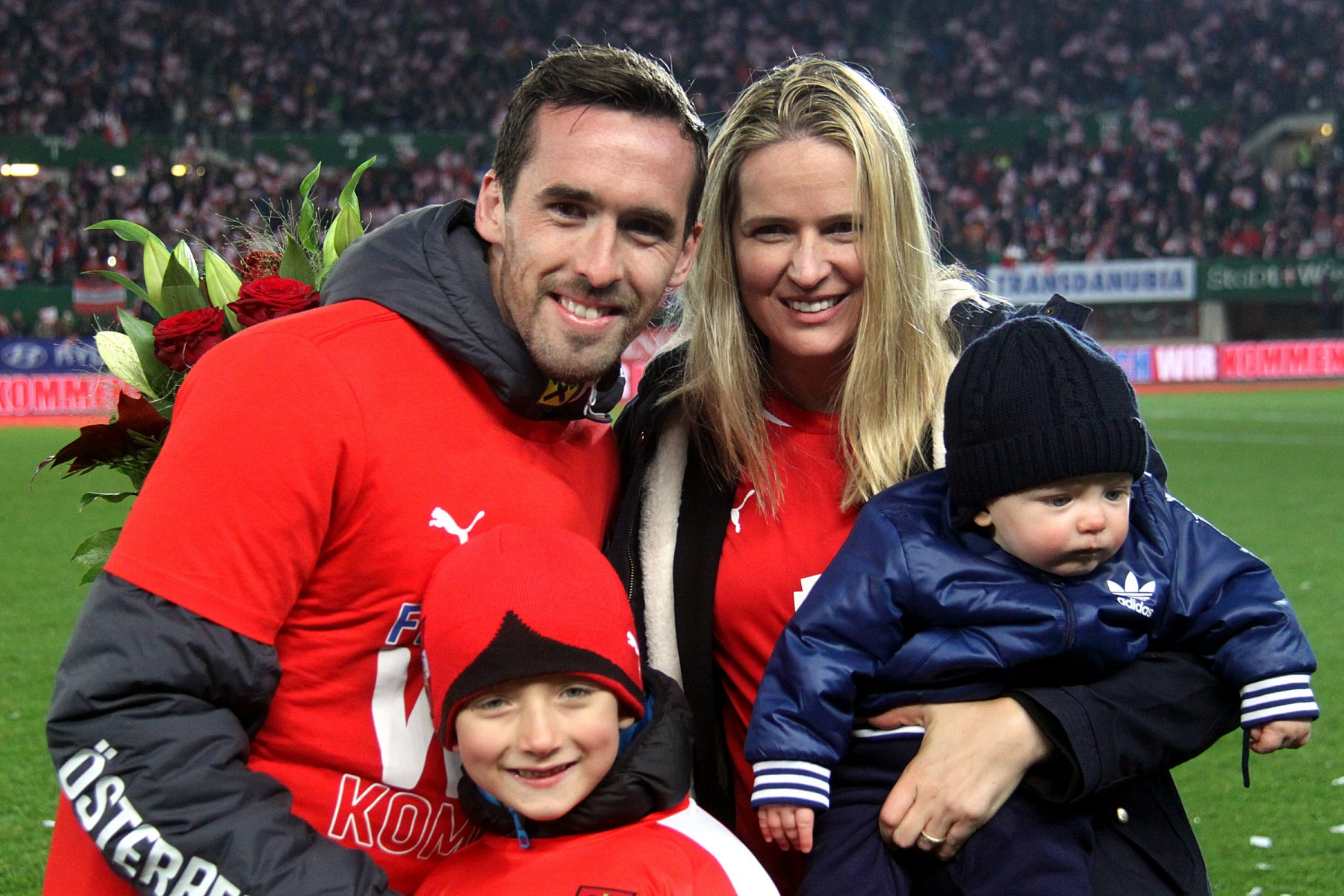
Крістіан Фукс з дружиною і двома синами. 2015

- Володар Суперкубка Німеччини (1):

«Шальке 04»: 2011
- Чемпіонат Англії (1):

«Лестер Сіті»: 2015-16
- Володар Кубка Англії (1):

«Лестер Сіті»: 2020-21